# Tramp, Tramp, Tramp

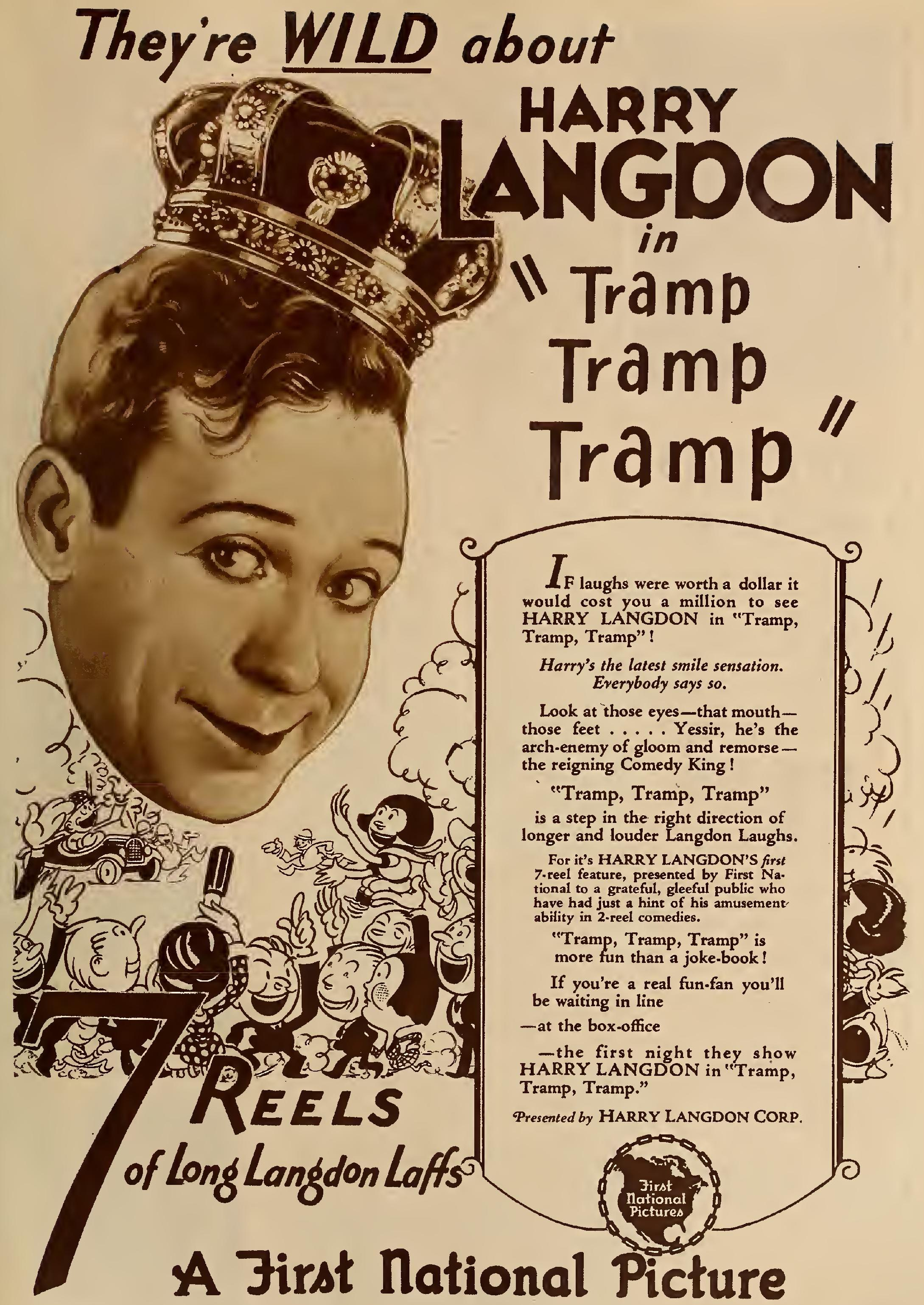
Tramp Tramp Tramp, 1926

Tramp, Tramp, Tramp és una pel·lícula muda estrenada el 21 de març de 1926. Dirigida per Harry Edwards, hi van actuar Harry Langdon, que també la produïa, i Joan Crawford. Per fer aquesta pel·lícula, Harry Langdon va comptar amb bona part de l'equip amb què treballava en els estudis de Mack Sennett, com el director Harry Edwards o els guionistes Arthur Ripley i Frank Capra. Va ser la darrera pel·lícula en què Harry Langdon i Harry Edwards van treballar junts i la primera comèdia de llarga durada que va estrenar Langdon. A Espanya es va estrenar amb el títol Un Sportman de Ocasión.

## Repartiment
- Harry Langdon (Harry Logan)
- Joan Crawford (Betty Burton)
- Alec B. Francis (Amos Logan)
- Edwards Davis (John Burton)
- Tom Murray (Nick Kargas)
- Brooks Benedict (taxista)
- Carlton Griffin (Roger Caldwell)

## Argument
Amos Logan és un sabater invàlid que s'està quedant sense clients per culpa de les grans empreses com Burton Shoes de Massachusetts que amb els seus anuncis capten totes les vendes. Davant l'amenaça de desallotjament per part del propietari de la seva botiga, Nick Kargas, Amos demana ajuda al seu fill. Si abans de tres mesos no té els diners necessaris per pagar els endarreriments, perdrà el local i la feina. Harry, maldestre, ingenu i enamorat d'una model que anuncia les sabates Burton a les tanques publicitàries accepta treballar de portamaletes per a Kargas. Sense que Harry en sàpiga res, Kargas està competint en un concurs de marxa a través del país patrocinat per John Burton, amo de la companyia de sabates Burton. Per un malentès, Harry és acomiadat més endavant. Betty és testimoni de l'acomiadament i immediatament se n'apiada i Harry, en veure-la en persona queda completament fora de joc. Betty convenç Harry que participi en la carrera del seu pare per la possibilitat de guanyar 25.000 dòlars, ja que hi té tant de dret com en Kargas.
Durant la llarga cursa, Harry ha de superar moltes dificultats, com baixar lliscant un precipici muntat sobre un fragment de barana o com complir condemna de treballs forçats en una pedrera per haver robat fruita a un pagès, de la que aconsegueix fugar-se. Logra però mantenir-se en la competició fins que només queden Kargas i ell. En la darrera etapa de la cursa, Kargas travessa el desert primer i creu que finalment ha vençut Harry. En aquell moment apareix un tornado que fa que tothom hagi de córrer a refugiar-se. Arriba aleshores Harry, esgotat, sense sabates i sense adonar-se de la presència del tornado tracta de prendre un bany en una barberia. El tornado s'endú tota la seva roba i Harry, embolicat amb la cortina del bany, veu com molts edificis es van ensorrant. De cop veu Betty demanant ajuda des d'un segon pis i aconsegueix fer-la sortir de l'edifici abans que aquest s'ensorri. De cop, el tornado s'acosta perillosament, Harry comença a llença-li pedres enfrontant-s'hi i en aquell moment el tornado es desvia i surt del poble (sorprenent seqüència d'efectes especials enterament rodada als estudis). Arribats a Califòrnia, el final de la cursa, Harry aconsegueix guanyar-la i obté el premi de 25.000 dòlars. Pot salvar el seu pare, es casa amb Betty i tenen una criatura (interpretada pel mateix Harry Langdon).